# フィル・X
フィル・X（Phil X、1966年3月10日 - ）は、カナダ・オンタリオ州出身のギリシャ系カナダ人のミュージシャン、ソングライター。2013年よりロック・バンド、ボン・ジョヴィの前ギタリスト、リッチー・サンボラに代わりバンドに参加。当初は正式メンバーではなかったが、2016年、ベーシストのヒュー・マクドナルドと共に正式メンバーとなった。ボン・ジョヴィの13枚目のスタジオアルバム『ディス・ハウス・イズ・ノット・フォー・セール』に、リード・ギタリストとして参加した。

## 人物
オンタリオ州トロントに生まれ、ミシサガにて育つ。5歳にてギターを始める。

## 来歴
1982年、ハードロック・ヘヴィメタル・バンドのSidinex（フィルの名字を逆から綴ったもの）を結成。1985年、EP盤『Forever Young』をリリース。1987年にバンド名をFlip Cityに変えるが、間もなく解散。
1990年、アルド・ノヴァを通じて知り合ったランディ・コーヴェンとのツアーのオファーを受ける。1991年にはアルド・ノヴァのアメリカ・ツアーに参加。1992年から1993年にかけてトライアンフに参加、アルバム『エッジ・オブ・エクセス』のレコーディングおよびツアーに参加。
1994年、短期間ではあったもののオンタリオ州ミシサガにてThe Bushdoctorsと活動。セルフタイトルのデビュー・アルバム1枚をレコーディング。

### ボン・ジョヴィ
2011年、リードギタリストのリッチー・サンボラがアルコール依存症のリハビリに入るため、フィルは4月30日ニューオーリンズから5月22日セントルイス公演までの計13公演で代役としてボン・ジョヴィに参加。2013年、ビコーズ・ウィ・キャン・ツアーの4月2日カルガリー公演より「個人的な理由」により突如ツアーを離脱したリッチーの代役として、翌4月3日のエドモントン公演よりツアーに参加。北米、南アフリカ、ヨーロッパ、中南米、日本、オーストラリア・レグ、計82公演のギタリストを務めた。リッチー・サンボラの代役としてバンドに参加したことを、後に「（リッチーが）抜けた穴を埋めるというより、バンドを助ける思いだった」と振り返っている。
2016年、アルバム『ディス・ハウス・イズ・ノット・フォー・セール』に参加し、フィルは長年サポートメンバーであったベーシストのヒュー・マクドナルドと共に正式にボン・ジョヴィのメンバーとなった。

## 私生活
フィルは最初の妻であるニネット・セニディスと1994年に結婚、2010年に離婚。2013年、リンディ・グリーンと再婚、一男一女をもうける。

## ディスコグラフィ

### トライアンフ
- 『エッジ・オブ・エクセス』 - Edge of Excess (1992年)

### パウダー
- Sonic Machine (2002年)
- Powder (2005年)
- Nothing (2008年)

### フィル・X・アンド・ザ・ドリルズ
- Kick Your Ass in 17 Minutes. (2009年)
- We Bring the Rock N Roll (2011年)
- We Play Instruments N Sh!t (2012年)
- Stupid Good Lookings Vol.1 (2019年)

### ボン・ジョヴィ
- 『ディス・ハウス・イズ・ノット・フォー・セール』 - This House Is Not for Sale (2016年)
- 『ディス・ハウス・イズ・ノット・フォー・セール (ライヴ・フロム・ザ・ロンドン・パラディウム)』 - This House Is Not for Sale – Live from the London Palladium (2016年)
- 『2020』 - 2020 (2020年)

### 参加アルバム
- フローズン・ゴースト : Nice Place to Visit (1988年)
- Various Artists : 『トゥー・ルームス エルトン・ジョン・ソングス』 - Two Rooms: Celebrating the Songs of Elton John & Bernie Taupin (1991年)
- フローズン・ゴースト : Shake Your Spirit (1992年)
- アワ・レディ・ピース : 『ナヴィード』 - Naveed (1994年) ※「Denied」のソロ
- メソッズ・オブ・メイヘム : 『メソッズ・オブ・メイヘム』 - Methods of Mayhem (1999年)
- アリス・クーパー : 『ブルータル・プラネット』 - Brutal Planet (2000年)
- BT : 『ムーヴメント・イン・スティル・ライフ』 - Movement in Still Life (1999年)
- Various Artists : 『ミッション:インポッシブル2 オリジナル・サウンドトラック』 - Music from and Inspired by M:I-2 (2000年) ※ロブ・ゾンビ「Scum of the Earth」に参加
- アンドリューW.K. : 『アイ・ゲット・ウェット〜パーティー・一直線!』 - I Get Wet (2001年)
- ロブ・ゾンビ : 『ザ・シニスター・アージ』 - The Sinister Urge (2001年)
- トミー・リー : 『ネヴァー・ア・ダル・モーメント』 - Never a Dull Moment (2002年)
- BT : 『エモーショナル・テクノロジー』 - Emotional Technology (2003年) ※「Superfabulous」に参加
- Various Artists : 『ハウス・オブ・1000・コープセズ』 - House of 1000 Corpses - Original Motion Picture Soundtrack (2003年)
- Various Artists : 『ウィー・アー・ハッピー・ファミリー〜ラモーンズ・トリビュート』 - We're a Happy Family: A Tribute to Ramones (2003年) ※ロブ・ゾンビ「Blitzkrieg Bop」に参加
- アヴリル・ラヴィーン : 『アンダー・マイ・スキン』 - Under My Skin (2004年) ※「He Wasn't」「How Does It Feel」に参加
- デイ・オブ・ファイア :  Day of Fire (2004年)
- ケリー・クラークソン : 『ブレイクアウェイ』 - Breakaway (2004年) ※「Where Is Your Heart」「Walk Away」に参加
- サウザンド・フット・クラッチ : 『ジ・アート・オブ・ブレイキング』 - The Art of Breaking (2005年)
- トミー・リー : 『トミーランド : ザ・ライド』 - Tommyland: The Ride (2005年)
- ドートリー : 『ドートリー』 - Daughtry (2006年)
- シャイアン・キンボール : The Day Has Come (2006年) ※「Hanging On」「Mr. Beautiful」に参加
- メイレイ : 『デヴィルズ・アンド・エンジェルズ』 - Devils & Angels (2007年)
- サウザンド・フット・クラッチ : The Flame in All of Us (2007年)
- アポカリプティカ : 『ワールズ・コライド』 - Worlds Collide (2007年) ※「I Don't Care」に参加
- スチュワート・コープランド : The Stewart Copeland Anthology (2007年) ※「Big Drum Tribe」に参加
- ギャヴィン・デグロウ : 『ギャヴィン・デグロウ』 - Gavin DeGraw (2008年)
- セオリー・オヴ・ア・デッドマン : Scars & Souvenirs (2008年) ※バック・ボーカルで参加
- ニック・ラシェイ : Patience (2008年) ※EP
- ヘイルストーム : 『ヘイルストーム』 - Halestorm (2009年) ※アディショナル・ギター・ソロ
- オリアンティ : 『ビリーヴ』 - Believe (2009年) ※リズムギター
- ライアン・スター : 11:59 (2009年)
- ドートリー : 『リーヴ・ディス・タウン』 - Leave This Town (2009年) ※アディショナル・ギター
- クリス・コーネル : 『スクリーム』 - Scream (2009年) ※「Long Gone [Rock Version]」に参加
- ケリー・クラークソン : 『オール・アイ・エヴァー・ウォンテッド』 - All I Ever Wanted (2009年) ※「I Do Not Hook Up」「Cry」「Don't Let Me Stop You」に参加
- アリソン・イラヒータ : 『ジャスト・ライク・ユー』 - Just Like You (2009年) ※「Don't Waste the Pretty」「Don't Wanna Be Wrong」に参加
- アダム・ランバート : 『フォー・ユア・エンターテイメント』 - For Your Entertainment (2009年) ※「Aftermath」に参加
- フィーフィー・ドブソン : Sunday Love (2012年) ※「Don't Let It Go to Your Head」「This Is My Life」に参加
- VAMPS： UNDERWORLD (2017年) ※「INSIDE OF ME feat. Chris Motionless of Motionless In White」に参加